# Günter Blobel

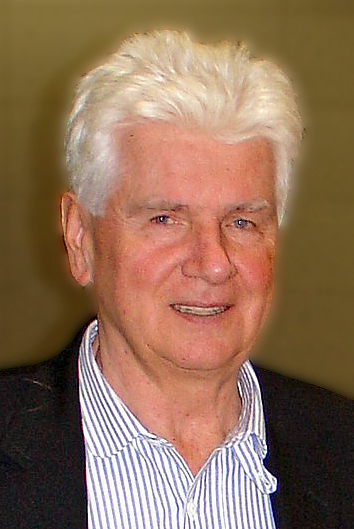
Günter Blobel (2008)

Günter Klaus-Joachim Blobel (* 21. Mai 1936 in Waltersdorf, Landkreis Sprottau, Provinz Niederschlesien; † 18. Februar 2018 in New York City) war ein deutschstämmiger US-amerikanischer Biochemiker.
Er erhielt 1999 den Nobelpreis für Medizin „für die Entdeckung der in Proteinen eingebauten Signale, die ihren Transport und die Lokalisierung in der Zelle steuern“. Hauptforschungsgebiet von Blobel waren vor allem die Mechanismen der innerzellulären Sortierung von Proteinen und die Suche nach Möglichkeiten, ihre Funktion optimal zu erhalten.
Neben seiner Forschung ist Blobel in der Öffentlichkeit u. a. für sein großes Engagement um den Wiederaufbau der Dresdner Frauenkirche und des umgebenden Neumarktes mit den Friends of Dresden bekannt. So spendete er fast sein gesamtes Nobel-Preisgeld für die Kirchenrekonstruktion, für den Bau der Dresdner Synagoge und für den Bau des Informationspavillons der Gesellschaft Historischer Neumarkt Dresden.

## Leben und Wirken
Günter Blobels Familie flüchtete Ende Januar 1945 vor der anrückenden Roten Armee aus dem heimatlichen Schlesien. Auf der Flucht Richtung Westen durchquerte sie das noch unzerstörte Dresden, das einen tiefen Eindruck auf den Achtjährigen machte. Nur Tage danach erlebte die Familie aus der Entfernung von etwa 30 Kilometern die Zerstörung der Stadt durch die alliierten Luftangriffe vom 13. bis 15. Februar 1945. Der in der Nacht weithin sichtbare Feuerschein der brennenden Stadt blieb dem jungen Blobel unvergesslich in Erinnerung. Noch kurz vor Kriegsende, am 10. April 1945, wurde seine älteste, damals 19-jährige Schwester Ruth bei einem Bombenangriff auf einen Flüchtlingszug in der Nähe von Schwandorf getötet und dort in einem Massengrab beerdigt. Die Familie erfuhr davon jedoch erst Monate später.
Nach Kriegsende erwies sich die Rückkehr nach Schlesien als unmöglich und die Blobels ließen sich im sächsischen Freiberg nieder, wo Günter Blobel aufwuchs und an der Geschwister-Scholl-Oberschule 1954 das Abitur ablegte. Zu seinen Lehrern gehörte dort Hellmut Döring. Nach dem Medizinstudium in Frankfurt am Main, München, Kiel, Freiburg im Breisgau und Tübingen promovierte er 1967 zum Ph.D. an der University of Wisconsin und wechselte danach an die Rockefeller University, New York, wo er mit dem späteren Nobelpreisträger George Emil Palade zusammenarbeitete. Im Jahre 1987 erhielt er die US-amerikanische Staatsbürgerschaft. Im Jahre 1992 wurde er zum ordentlichen Professor an der Rockefeller University ernannt.
Blobel entdeckte, dass viele Proteine eine sogenannte Signalsequenz besitzen, die ihren Transport und ihre Verteilung nach seiner Herstellung innerhalb der Körperzelle (die sogenannte Proteinbiosynthese) steuert. Für diese Entdeckung erhielt er im Jahr 1999 den Nobelpreis für Physiologie oder Medizin. Durch diese Erkenntnis können auch bestimmte Erbkrankheiten erklärt werden, deren Mechanismus auf einem fehlerhaften Transport von Proteinen beruht.
Rund 820.000 Euro des Preisgeldes des Nobelpreises spendete Blobel im Gedenken an seine im Krieg getötete ältere Schwester Ruth für den Wiederaufbau der Frauenkirche in Dresden, namentlich an die von ihm selbst gegründete Stiftung „Friends of Dresden“, die sich dem Ziel des Wiederaufbaus der Dresdner Frauenkirche verschrieben hat. Er war Ehrenmitglied im Kuratorium Frauenkirche. Als Reaktion auf die Entscheidung zum Einbau einer neuen anstelle einer rekonstruierten historischen Orgel gab er im sogenannten Orgelstreit diese Ehrenmitgliedschaft im Jahr 2003 zurück und forderte den Rücktritt des Stiftungsrats der Stiftung Frauenkirche Dresden.
Blobel setzte sich auch sehr für den Erhalt der Dresdner Elbwiesen und die originalgetreue Rekonstruktion des Neumarkts ein. Er war Ehrenmitglied der Gesellschaft Historischer Neumarkt Dresden (GHND) und Stiftungsratsmitglied der Kulturstiftung Historisches Bürgerhaus Dresden. Diese hat u. a. mit Geldern der New Yorker Max-Kade-Stiftung das historische Bürgerhaus des Hofkochs Augusts des Starken in der Rampischen Straße 29 originalgetreu rekonstruiert. Heute dient das Haus u. a. dem internationalen Studentenaustausch und bietet Studenten der Hochschule für Musik Carl-Maria v. Weber eine preiswerte Unterkunft. 
Auf Blobels Initiative hin hat die UNESCO untersuchen lassen, ob das Weltkulturerbe Dresdner Elbtal durch den Bau der sehr umstrittenen Waldschlößchenbrücke gefährdet ist. Nach einem entsprechenden Gutachten wurde das Elbtal auf die Liste des gefährdeten Welterbes gesetzt und im Jahr 2009 der Titel schließlich aberkannt. Blobel setzte sich außerdem für einen originalgetreuen Wiederaufbau der 1968 gesprengten Leipziger Universitätskirche St. Pauli ein. Am Dresdner Neumarkt trat Blobel beim Grundstück Frauenstraße 9c selbst als Bauherr auf und ließ ein Gebäude mit der historisch in Teilen rekonstruierten Fassade des ehemaligen „Kaufhauses Au petit Bazar“ errichten, das 2018 äußerlich fertiggestellt wurde. Über die Ausgestaltung der Fassade gab es mehrfache Debatten mit der Gesellschaft Historischer Neumarkt Dresden.
Seit dem 19. Juni 2000 war Blobel Ehrensenator der Technischen Universität Dresden, am 20. Juni 2000 wurde ihm das Ehrenbürgerrecht der Stadt Freiberg verliehen und am 21. Mai 2001 erhielt er die Ehrendoktorwürde der Technischen Universität Bergakademie Freiberg. Seit dem 10. Mai 2004 trägt ein Gebäude der TÜV-Schule in Görlitz seinen Namen. An diesem Tag pflanzte Blobel in Jänkendorf eine Eiche. Seit 2011 wird dort mit einer Tafel auf einheimischem Granit über seine Kindheit im Ort im Jahr 1945 sowie sein weiteres Leben und Wirken informiert.
Am 18. Februar 2018 erlag der 81-jährige Blobel in New York City einem Krebsleiden.

## Auszeichnungen und Preise
- 1978: National Academy of Sciences: U.S. Steel Foundation Award in Molecular Biology
- 1982: Gairdner Foundation International Award
- 1983: Mitglied der Deutschen Akademie der Naturforscher Leopoldina, seit 2008 Nationale Akademie der Wissenschaften[8]
- 1983: Mitglied der National Academy of Sciences
- 1983: Otto-Warburg-Medaille
- 1983: Richard Lounsbery Award
- 1984: Mitglied der American Academy of Arts and Sciences
- 1986: E. B. Wilson Medal
- 1986: Keith R. Porter Lecture
- 1989: Mitglied der American Philosophical Society
- 1990: Präsident der American Society for Cell Biology
- 1992: Max-Planck-Forschungspreis gemeinsam mit Wilhelm Stoffel
- 1992: Max-Delbrück-Medaille
- 1992: Auswärtiges Mitglied der Academia Europaea[9]
- 1993: Albert Lasker Award for Basic Medical Research
- 1995: Ciba Drew Award in Biomedical Research
- 1996: König-Faisal-Preis
- 1997: Mayor’s Award for Excellence in Science and Technology
- 1999: Massry-Preis
- 1999: Nobelpreis für Physiologie oder Medizin
- 2001: AmCham Transatlantic Partnership Award
- 2001: Pour le mérite für Wissenschaften und Künste
- 2001: Mitglied der Päpstlichen Akademie der Wissenschaften
- 2006: St. Heinrichs Nadel mit Krone des St. Heinrichs Ordens
- 2008: Mitglied der Russischen Akademie der Wissenschaften[10]